# Propulsor amb tovera anular
En nàutica, un propulsor amb tovera anular o propulsor de broquet d'anell, és un sistema de propulsió d'alguns tipus moderns(finals del segle XX)de submarins i torpede. En què un rotor, similar al compressor d'una turbina de gas, gira contra un estator de configuració similar. Tots dos es troben dins d'un broquet circular a la part posterior de l'embarcació. A través de les pales que actuen l'una contra l'altra, l'aigua és impulsades, per generar un avanç suficient fins i tot a un nombre relativament baix de revolucions. Com a resultat, el submarí per a la mateixa velocitat és considerablement més silenciós. El desavantatge comparat amb una hèlix convencional és el pes extra,i la creixent resistència de l'aigua.
La unitat de propulsió tradicional dels submarins militars d'altra banda consisteix en una o dues grans hèlixs, set fulles a popa.
Una variant del sistema utilitza dues hèlixs que giren a l'interior del broquet. Aquest model és apte per a altes velocitats i s'utilitza en la torpede mark 48.
Els primers submarins a utilitzar aquest sistema d'accionament van ser els de la classe anglesa Trafalgar a principis de la dècada de 1980. França el va implementar a la classe triomphant,l' armada dels EUA a la classe seawolf i més tard a la classe de Virgínia. L' armada russa l'utilitza en el submarí dièsel de classe Alrosa Kilo (versió 877V) i en la classe Borei de propulsió nuclear. La classe astuta britànica planejava des de 2009, i la classe de la francesa Barracuda francès de 2017 també l'utilitzarà. També s'instal·la en Spearfish Mark 48 torpedei marca 50.

## Confidencialitat
El propulsors de broquet anular s'utilitza exclusivament en l'estat de l'art de vehicles submarins militars i en un nombre relativament petit perquè estiguin envoltats d'un cert secret. Astilleros Españoles, S.A. va patentar en 1987 i 1982 (mod UT esp no ES8301333 i 0293837) una hèlix d'un vaixell que treballa associada a un broquet.

## Confusió en la terminologia
El fort secret que envolta aquest dispositiu fa que sigui confós amb altres amb els que té similitud. És molt comú confondre'l amb raig d'aigua o propulsió Hidrojet, en anglès: bomba-Jet, Hidrojet,o raig d'aigua. Mentre que el propulsor amb el filtre està a l'exterior de l'hèlix de l'aigua es troba a l'interior de l'aigua es canalitza a través d'una canonada a l'hèlix en si mateixa i després expulsades a l'exterior per un broquet enganxat a la canonada. I aquesta hèlix pot ser de diversos models: hèlix, bomba centrífuga o bomba axial. Només el segon cas el propulsor té alguna similitud amb la configuració del rotor i l'estator. Malgrat aquestes diferències, és freqüent que alguns llibres utilitzin el terme propulsió Jet-of-Water per referir-se als impulsors amb broquets d'anell.
També es pot confondre, almenys visualment, amb filtres de Kort generalment utilitzats en un vaixell d'alta potència i baixos Esborranys com remolcadors, com a auxiliars de maniobres de maniobra que empren hèlixs parcialment tancades.
Per exemple, els submarins de la classe Typhoon soviètics tenen les hèlixs intubades però no són propulsors de broquets d'anell.